# 东部沙漠 (阿曼)

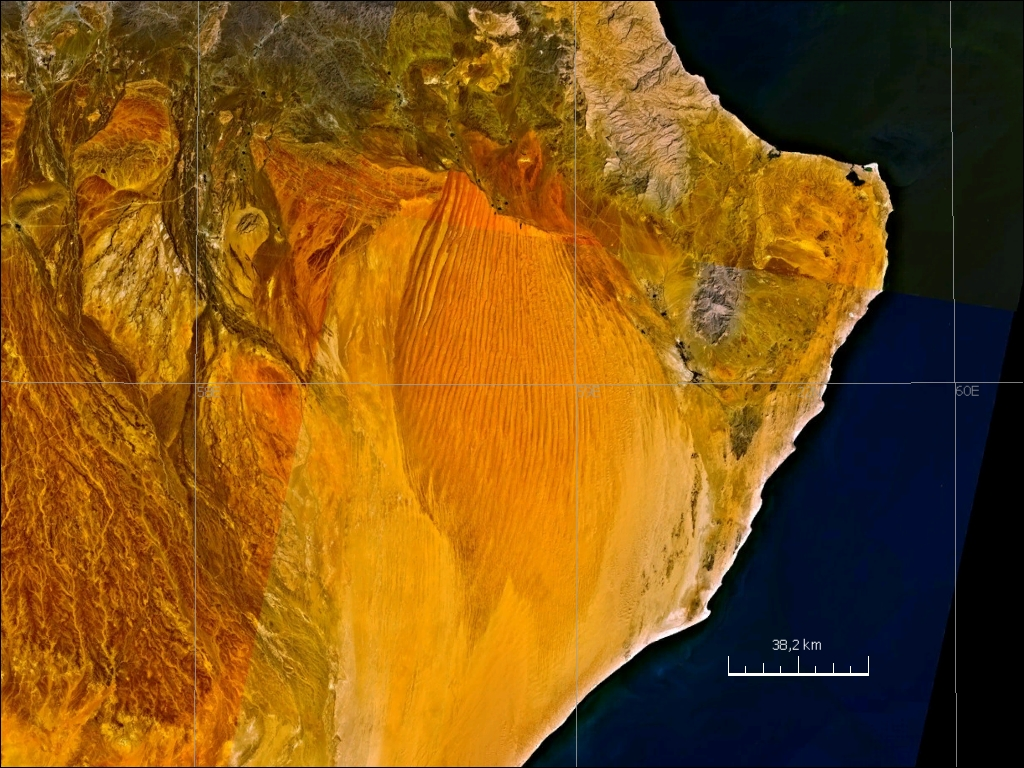
NASA卫星图

东部沙漠（羅馬化：Rimāl ash-Sharqiyyah），旧称沃希拜沙漠（羅馬化：Rimāl Wahībah）、阿勒维希拜沙漠（羅馬化：Ramlat Āl Wihībah），是位於阿曼东部区的一片沙漠，東南面為阿拉伯海，沿海岸延綿160公里。

## 标注
1. ↑    [關於本省]. 阿曼東南省官網 （阿拉伯语）.
2. ↑    [比迪耶州]. 阿曼東北省官網.   [2025-08-02] （阿拉伯语）.
3. ↑  . Rough Guides.   [2014-08-16]. （原始内容存档于2020-10-20）.
4. ↑  . Lonelyplanet.com.   [2013-06-09]. （原始内容存档于2017-12-04）.